# Poma 2000
Il Poma 2000 era un sistema tipo people mover automatico inaugurato a Laon nel 1989 e chiuso nel 2016, simile al Minimetrò di Perugia. Disponeva di tre stazioni: Gare, Vaux e Hôtel de Ville. Aveva una similitudine con la ferrovia a cremagliera. Venivano impiegati 3 veicoli che erano capaci di trasportare 33 passeggeri, e il traffico giornaliero era di 2500 passeggeri. Il sistema apriva dalle 7:00 alle 20.00 da lunedì a sabato e ogni giorno in estate. Da Gare a Hôtel de Ville il sistema impiegava 3,5 minuti.